# Noëlle Perna
Pour les articles homonymes, voir Perna.
 Noëlle Perna, née le 31 juillet 1954 à Philippeville (aujourd'hui Skikda, alors en Algérie française),, est une humoriste et comédienne française. Elle est notamment connue pour l'interprétation de son personnage « Mado la Niçoise ».

## Biographie
Pieds-Noirs d'origine napolitaine et parmesane, ses parents possédaient en Algérie un bar-restaurant. Arrivés en France, à Nice, ils reprennent le « Bar des Oiseaux » situé dans la vieille ville. À l'âge de vingt ans, Noëlle Perna prend leur relève. Passionnée par le milieu artistique, elle se produit en spectacle derrière son comptoir. Puis elle ouvre à côté de son bar un petit théâtre en 1999, où elle effectue des représentations en invitant aussi des artistes régionaux. Son succès grandissant la pousse à parcourir les salles du sud de la France. En 2002, elle figure pour la première fois dans une programmation nationale, avec Gad Elmaleh et Jean-Marie Bigard entre autres.
Elle vend le « Bar des Oiseaux »  en 2015.

### Parcours
- De 1984 à 1986 : chronique radiophonique intitulée Le Bar des oiseaux sur Radio France Côte d'Azur de et avec Noëlle Perna et Richard Cairaschi
- de 1986 à 1997 : Le Bar des Oiseaux, création d'une comédie satirique de et avec Noëlle Perna et Richard Cairaschi, feuilleton hebdomadaire sur FR3 région
- de 1997 à 2000 : One Femme Chaude, one-woman-show, texte et mise en scène de Noëlle Perna[5]
- de 1997 à 1999 : Donna Donne, comédie en un acte d'après l'œuvre Récits de femmes et autres histoires de Dario Fo et Franca Rame, adaptation de Noëlle Perna, mise en scène de Jean-Claude Bussi[6]
- de 1998 à 2000 : Mesclun Show, comédie musicale, texte et mise en scène de Noëlle Perna[7]
- à partir de 2000 : diffusion de ses sketches sur la radio Rire et Chansons
- de 2001 à 2002 : Le Bassin des Méditerranéennes, one-woman-show, coécriture et mise en scène de Noëlle Perna et Stéphane Eichenholc
- 2003 : création de Mado La Niçoise, one-woman-show de et avec Noëlle Perna, mise en scène d'Alain Sachs
- 2004 : sortie nationale du DVD Mado la Niçoise chez Sony
- 2005 : remise par Sony du DVD de platine
- 2006 : remise par Sony du DVD de diamant
- de 2007 à 2011 : nouveau spectacle Mado fait son show, one-woman-show avec Noëlle Perna, textes de Noëlle Perna et Alain Sachs, mise en scène d'Alain Sachs
- 2009 : sortie nationale du DVD Mado à sa fenêtre chez Sony
- 2009 : sortie nationale du DVD Mado fait son show chez Sony
- 2010 : remise du DVD de diamant pour Mado à sa fenêtre et du double DVD de diamant pour Mado fait son show
- 2010 : sociétaire de l'émission de radio Les Grosses Têtes
- 2012 : nouveau spectacle Mado prend Racine, one-woman show avec Noëlle Perna, textes de Noëlle Perna, Alain Sachs et Richard Chambrier, mise en scène d'Alain Sachs
- 2013 : sortie nationale du DVD Mado prend Racine chez Sony
- 2014 : rôle parlé à l'opéra de Nice dans l'opérette La Chauve-souris de J. Strauss
- 2016 : Nouveau spectacle de Super Mado[8] en tournée
- 2017 : Super Mado en tournée dans toute la France
- 2018 : parution du livre La Gazette de Mado la niçoise (Hugo Image)
- de 2018 à 2024 : tournée en France avec le spectacle Certifié Mado, textes de Noëlle Perna et Richard Chambrier
- depuis 2023 : Mado fait son cabaret

## Spectacles

### Mado la Niçoise
En 2003, elle effectue son premier spectacle à Paris au Théâtre de 10 heures sous le nom de Mado la Niçoise, qui dure jusqu'en 2006. Le spectacle connait un certain succès à Paris et Noëlle remplit de nombreuses salles parisiennes dont le Palais des Glaces, le Théâtre de la Renaissance, Bobino, La Cigale et l'Olympia. Le spectacle part en tournée en France.

### Mado fait son show
En 2007, Noëlle Perna remonte sur scène pour Mado fait son show.
Noëlle se produit au Théâtre du Gymnase Marie Bell de Paris pendant deux mois à guichets fermés en 2009 et deux mois en 2010. Le spectacle sera joué aussi au Casino de Paris. Mado fait son show part en tournée en France, ainsi qu'en Belgique et en Suisse. Le « show » de Mado connait un succès avec plus de 300 000 spectateurs et aura de multiples prolongations.
Après avoir réuni plus de 500 000 personnes en tournée 2009/2010, elle poursuit la présentation de son show jusqu’en fin 2011.

### Mado prend Racine: nouveau spectacle
Initialement nommé Mado remet sa tournée, ce spectacle change de titre courant 2012, pour devenir Mado prend Racine.
La première de ce nouveau spectacle a eu lieu le 10 février 2012 à Nîmes, et tourne dans des salles françaises, dont le Casino de Paris en février 2013.

### Super Mado
Ce nouveau spectacle a fait l'objet également d'une émission spéciale sur C8 le 23 septembre 2017.

### Certifié Mado
En tournée en France depuis octobre 2018.
Le spectacle a été filmé le 18 février 2022 au Casino-théâtre de Toulouse et diffusé pour la première fois sur la chaine Comédie + le 27 avril 2022.

## Particularités de son humour
Noëlle Perna joue de son charme méditerranéen avec son accent chantant, sa gestuelle, ses références locales et son comportement très théâtral[non neutre]. Elle décrit dans ses spectacles l'ambiance populaire du Vieux-Nice d'autrefois. Ses différents personnages et les sketches interprétés se fondent sur les observations des clients de son bar. Sont souvent abordées des situations de la vie quotidienne : rapports entre hommes et femmes, argent, vie de quartier, ragots.

## DVD

### Mado la Niçoise
Le DVD du spectacle Mado la Niçoise sort en novembre 2004. Il comprend les sketches suivants : 
| - En retard - La bouffaïsse - Toinou - La voisine | - Broadway - La gym - Mon deuxième fils - Chez Michou | - La fenêtre - Neuf semaines et demi - Le Showe'binz c'est facile - Madomadonna |

Captation du DVD au Théâtre de la Renaissance à Paris en juin 2004.

### Mado à sa fenêtre
En mars 2009 sort son DVD intitulé Mado à sa fenêtre. Du Vieux-Nice, la comédienne met en scène des moments insolites de la vie de son quartier. Noëlle Perna y interprète Mado et ses huit voisins : Marie-Louise, Mme Rosa, Sandrine, Jean-Pierre, Ornella, Démonia, Mme Huguette et Marie-Marie.
Il contient les sketches suivants :
| - La télé en réalité - La petite fée - Beauté, Santé, Nature - Marie chaleur - La fête des voisins - Ecolo Mado | - L'urne - Le facteur de l'an neuf - Les chasseurs - La fête de la musique - La grande lessive - Romeo et Julia | - Pasta basta - Le tournage - Le vide grenier - Le carnaval - La rumeur - La malbouffe | - Le contrôle radar - La pêche miraculeuse - Mado se met au vert - Marie Marie - La reine du déballage - La petite reine | - Les gothiques - Le tour du Vieux Nice - Le coup à prendre - Le grand final - Le calendrier de l'arrière |

### Mado fait son show
Le DVD de son spectacle Mado fait son show sort en novembre 2009. Il comprend les sketches suivants :
| - Faux départ - Mort du cygne - La bourgogne - Sirène - Raymond | - Sacerdoce Bar - Brice Willis - Marlène - Ronflement - Poppy | - Galets - GPS - Flamenco - Bonus : Mon été 2009 |

Captation du DVD début 2009 au Théâtre du Gymnase Marie Bell à Paris.

### La Double Vie de Mado
Disponible en DVD le 10 octobre 2011
Documentaire diffusé sur la chaîne Comédie ! en octobre 2010 et produit par Les films du cercle.
Installée dans sa loge ou au bar des Oiseaux, « le lieu de tous les possibles » (que tenaient déjà ses parents napolitains, il y a soixante ans), Noëlle Perna évoque les moments clés et les rencontres qui ont permis les débuts d'une si longue carrière. La Niçoise a construit, en s'amusant, son personnage de scène, Mado, directement inspiré d'une des clientes du bar, et nourri des autres personnalités qui croisent son chemin, et sont épinglées dans un petit carnet. Des interviews de ses mentors (Alain Sachs, Jean-Michel Boris, Patrick Sébastien, Philippe Bouvard, Vincent Perrot, Philippe Delmas, Jean-David Curtis) appuient ses propos.
Le DVD La Double Vie de Mado fait aussi partie d'un intégral 4 DVD incluant Mado la Niçoise, Mado fait son show, Mado à sa fenêtre.

### Mado prend Racine
Le DVD du spectacle  Mado prend Racine  sortie le 4 mars 2013. Il comprend les sketches suivants :
| - Phèdre - Mme Rosa - Le néfast-food - Le ski | - L'enterrement gay - Les glandologues - Je deviens verte - Marléne Kistriche | - Télé-danger - La relance du couple - Harry Potteuse - La peche aux moules | - La gazette de Mado - Les traditions corses - 9 semaines et demi - Finale à l'américaine |

Captation du DVD en janvier 2013 à la Bourse du travail à Lyon.

### Les Intégrales
Sortie le 22 novembre 2010. Contient 4 DVD : 
- Mado la Niçoise
- Mado fait son show
- Mado à sa fenêtre
- La Double Vie de Mado

Sortie le 2 décembre 2013. Contient 3 DVD : 
- Mado la Niçoise
- Mado fait son show
- Mado prend Racine

### Super Mado
Le DVD est sorti le 1er décembre 2017 (Universal).

## La BDLes Salades niçoises de Mado
La bande-dessinée Les Salades niçoises de Mado est sortie en janvier 2008.
Les textes sont de Noëlle Perna et Mark Deville et les dessins de Philippe Nicloux.

## Filmographie

### Cinéma
- 2010 : Le Thanato de Frédéric Cerulli (avec Gérard Meylan et Chantal Lauby) : Nicole
- 2013 : Repas de famille de Pierre-Henry Salfati et les Chevaliers du Fiel : Bernadette
- 2016 : Marseille de Kad Merad
- 2016 : Brice 3 de James Huth : Edwige

### Télévision
- 2014 : La Voyante d’Henri Helman, avec Line Renaud et Biyouna : la Comtesse
- 2021 : Crime à Biot de Christophe Douchand : Yvette
- 2007 - 2017 : Les Années Bonheur
- 2023 : Noëlle Perna, la vraie vie de Mado sur Comédie +

## Théâtre
- 2019 : Coup de griffe, de Bruno Druart et Patrick Angonin, mise en scène Olivier Macé, tournée - Captation Comédie+ et Paris Première